# خودکودتا

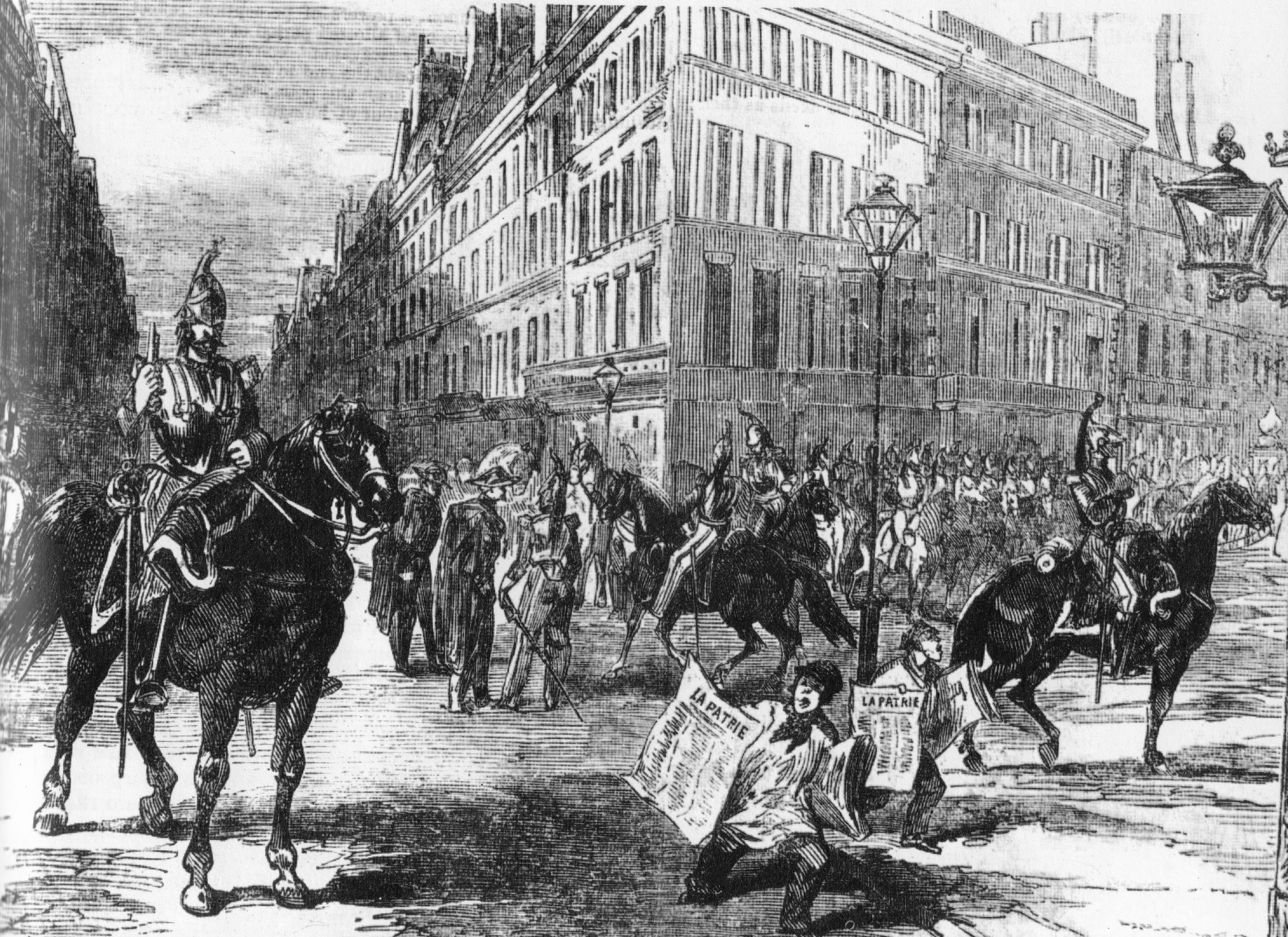
سواره‌نظام در خیابان‌های پاریس در جریان کودتای فرانسه در سال ۱۸۵۱، جایی که رئیس‌جمهور منتخب دموکراتیک لوئی ناپلئون بناپارت قدرت دیکتاتوری را به دست گرفت و یک سال بعد به عنوان امپراتور فرانسه تاج‌گذاری کرد.

خود کودتا که به آن کودتای خودکار نیز می‌گویند (از autogolpe اسپانیایی)، نوعی کودتا است که در آن رهبر یک ملت که از راه‌های قانونی به قدرت رسیده‌است، قانون‌گذاران ملی را منحل یا بی‌قدرت می‌کند و به شکل غیرقانونی اختیارات فوق‌العاده‌ای را در اختیار می‌گیرد که در شرایط عادی به او اعطا نمی‌شدند. سایر اقدامات در یک خودکودتا ممکن است شامل لغو قانون اساسی کشور، تعلیق دادگاه‌های مدنی و دادن قدرت‌های دیکتاتوری به رئیس حکومت باشد.
بنا بر برآوردها بین سال‌های ۱۹۴۶ تا ۲۰۲۰ حدود ۱۴۸ اقدام به خودکودتا صورت گرفته‌است که ۱۱۰ مورد آن در یکه‌سالاری‌ها و ۳۸ مورد آن در مردم‌سالاری‌ها بوده‌است. .

## رویدادهای مهمی که به عنوان خودکودتا توصیف شده‌اند
- فرانسه: رئیس‌جمهور لویی ناپلئون بناپارت (۲ دسامبر ۱۸۵۱)
- اروگوئه: رئیس‌جمهور خوان لیندولفو کوئستاس (۱۰ فوریه 1898)[۴]
- آلمان: صدراعظم آدولف هیتلر (۲۳ مارس 1933)[۵]
- اروگوئه: رئیس‌جمهور گابریل ترا (۳۱ مارس 1933)[۶]
- استونی: نخست‌وزیر در وظایف ایالت کنستانتین پاتس (۱۲ مارس 1934)[۷]
- لتونی: نخست‌وزیر کارلیس اولمانیس (۱۵–۱۶ مه ۱۹۳۴)
- شیلی: رئیس‌جمهور آرتورو الساندری پالما (فوریه ۱۹۳۶)
- یونان: نخست‌وزیر یوانیس متاکساس (۴ اوت ۱۹۳۶)
- برزیل: رئیس‌جمهور گتولیو بارگاس (۱۰ نوامبر ۱۹۳۷)
- اروگوئه: رئیس‌جمهور آلفردو بالدومیر (۲۱ فوریه 1942)[۸]
- بولیوی: رئیس‌جمهور Mamerto Urriolagoitía (۱۶ مه 1951)[۹]
- تایلند: فرمانده عالی ساریت تانارات (۲۰ اکتبر 1958)[۱۰]
- تایلند: نخست‌وزیر تانوم کیتیکاچورن (۱۸ نوامبر 1971)[۱۰]
- فیلیپین: رئیس‌جمهور فردیناند مارکوس (۲۳ سپتامبر 1972)[۱۱]
- کره جنوبی: رئیس‌جمهور پارک چونگ هی (۱۷ اکتبر 1972)[۱۲]
- فنلاند: رئیس‌جمهور اورهو ککونن (۱۸ ژانویه 1973)[۱۳][۱۴]
- اروگوئه: رئیس‌جمهور خوان ماریا بوردابری (۲۷ ژوئن 1973)[۱]
- پرو: رئیس‌جمهور آلبرتو فوجیموری (۵ آوریل ۱۹۹۲)
- ونزوئلا: رئیس‌جمهور نیکلاس مادورو (۲۹ مارس 2017)[۱۵][۱۶]
- سودان: رئیس شورای حاکمیت عبدالفتاح البرهان (۲۵ اکتبر 2021)[۱۷]

## رویدادهای مهمی که به عنوان اقدام به خودکودتا توصیف شده‌است
- گواتمالا: رئیس‌جمهور خورخه سرانو الیاس (۲۵ مه ۱۹۹۳–۵ ژوئن 1993)[۱۸]
- اندونزی: رئیس‌جمهور عبدالرحمن وحید (۱ ژوئیه ۲۰۰۱–۲۵ ژوئیه 2001)[۱۹]
- مالزی: نخست‌وزیر ماهاتیر محمد (۲۳ فوریه ۲۰۲۰–۱ مارس 2020)[۲۰]
- ایالات متحده: رئیس‌جمهور دونالد ترامپ (۳ نوامبر ۲۰۲۰–۶ ژانویه 2021)[۲۱][۲۲]